# Pasquale Iacobone
Pasquale Iacobone (ur. 3 lutego 1959) – włoski duchowny katolicki, archeolog.

## Życiorys
Pochodzi z Apulii. Święcenia kapłańskie przyjął 28 kwietnia 1984. Był duchownym diecezji Andria we Włoszech. 25 listopada 2022 został wybrany na przewodniczącego Papieskiej Komisji Archeologii Sakralnej (zastąpił na tym stanowisku Gianfranco Ravasiego). Wcześniej był długoletnim sekretarzem i członkiem tej komisji.
Jest autorem książek z pogranicza teologii i sztuki. W 2015 był jednym z inicjatorów projektu oraz przygotowania pawilonu Stolicy Apostolskiej na wystawę Expo w Mediolanie.